# Mike Antonovich
Michael John Antonovich (Calumet, Minnesota, 1951. október 18. –) profi amerikai jégkorongozó és jégkorong edző.

## Karrier
A Minnesotai Egyetemen játszott, amikor az 1971-es NHL-amatőr drafton a Minnesota North Stars a kilencedik kör 113. helyén kiválasztotta. A draft után négy idényt a World Hockey Association-ös Minnesota Fighting Saints-ben játszott. 1976. február 27-én a Fighting Saints megszűnt és a Minnesota North Starsban, a National Hockey League-ben fejezte be a szezont 12 mérkőzéssel. Ezután ismét két szezon a WHA-ban (New England Whalers, Edmonton Oilers, Minnesota Fighting Saints, New England Whalers). 1978–1979-ben felkerült az AHL-be, az Springfield Indiansba, majd ismét a WHA-as New England Whalersben játszott. 1979–1980-ban az AHL-es Springfield Indiansból felkerült a Hartford Whalershez, mely akkor NHL-es csapat volt. Öt mérkőzésnyi lehetőséget kapott. Két szezont játszott a CHL-ben (Tulsa Oilers, Nashville South Stars). A második szezonban 80 mérkőzésen 106 pontot szerzett, így két mérkőzésre a Minnesota North Stars felhívta őt az NHL-be. Az 1982–1983-as CHL szezonban a Wichita Windben 10 mérkőzés alatt 20 pontot szerzett, ezért a New Jersey Devils (NHL) felhívta 30 mérkőzésre. 1983–1984-ben a New Jersey Devilsben kezdett és végül az AHL-beli Maine Marinersben fejezte be a szezont (25 mérkőzés, 30 pont), aminek a végén Calder-kupa győztes lett a csapattal. Az 1990-es évek elején még nagyon rövid ideig visszatért az aktív játékhoz és másodedző is volt alsóbb ligákban.

## Nemzetközi szereplés
Első válogatottbeli szereplése az 1976-os jégkorong-világbajnokság volt, ahol az amerikai válogatott negyedik lett és 10 mérkőzésen 4 pontot szerzett. A következő évben is kerettag volt, ám végül mégsem játszott a világbajnokságon. Utoljára a válogatottban az 1982-es jégkorong-világbajnokság játszott, ahol 7 mérkőzésen nem volt eredményes és a csapat csak a 8. lett.

## Edzői karrier
1994–1995-ben egy amerikai junior csapat, a St. Cloud Cathedral edzője volt. Ezután a felnőtt csapatokhoz ment mint másodedző. Először az IHL-es Minnesota Moose, majd a következő évben a szintén IHL-es Phoenix Roadrunners másodedzője volt. 1997-ben felhagyott az edzői poszttal és játékos megfigyelő lett. 1997 óta a St. Louis Bluesban teszi ezt.

## Díjai
- Minnesotai középiskolai bajnok: 1967, 1968
- Minnesotai All-State Válogatott: 1968, 1969
- Minnesotai középiskolai bajnokság All-Star Csapat: 1967, 1968, 1969
- WHA All-Star Gála: 1978
- CHL Második All-Star Csapat: 1982
- Calder-kupa bajnok: 1984